# مذنب ماكنوت
مذنب ماكنوت ويعرف باسم المذنب العظيم لعام 2007 ويحمل التسمية C / 2006 P1، هو مذنب غير دوري تم اكتشافه في 7 أغسطس 2006 من قبل عالم الفلك البريطاني الأسترالي روبرت إتش ماكنوت باستخدام تلسكوب أوبسالا شميدت الجنوبي.